# Miesha McKelvy-Jones
Miesha McKelvy-Jones, född den 26 juli 1976, är en amerikansk före detta friidrottare som tävlade i häcklöpning.
McKelvy-Jones deltog vid VM 1999 på 100 meter häck där hon blev utslagen redan i kvartsfinalen. Samma år deltog hon vid Panamerikanska spelen där hon blev bronsmedaljör på 100 meter häck.
Nästa internationella mästerskap blev VM 2003 där hon blev bronsmedaljör på 100 meter häck på tiden 12,67. Hon blev även trea samma år vid IAAF World Athletics Final i Monaco.

## Personliga rekord
- 100 meter häck - 12,51